# Испанский язык в Колумбии

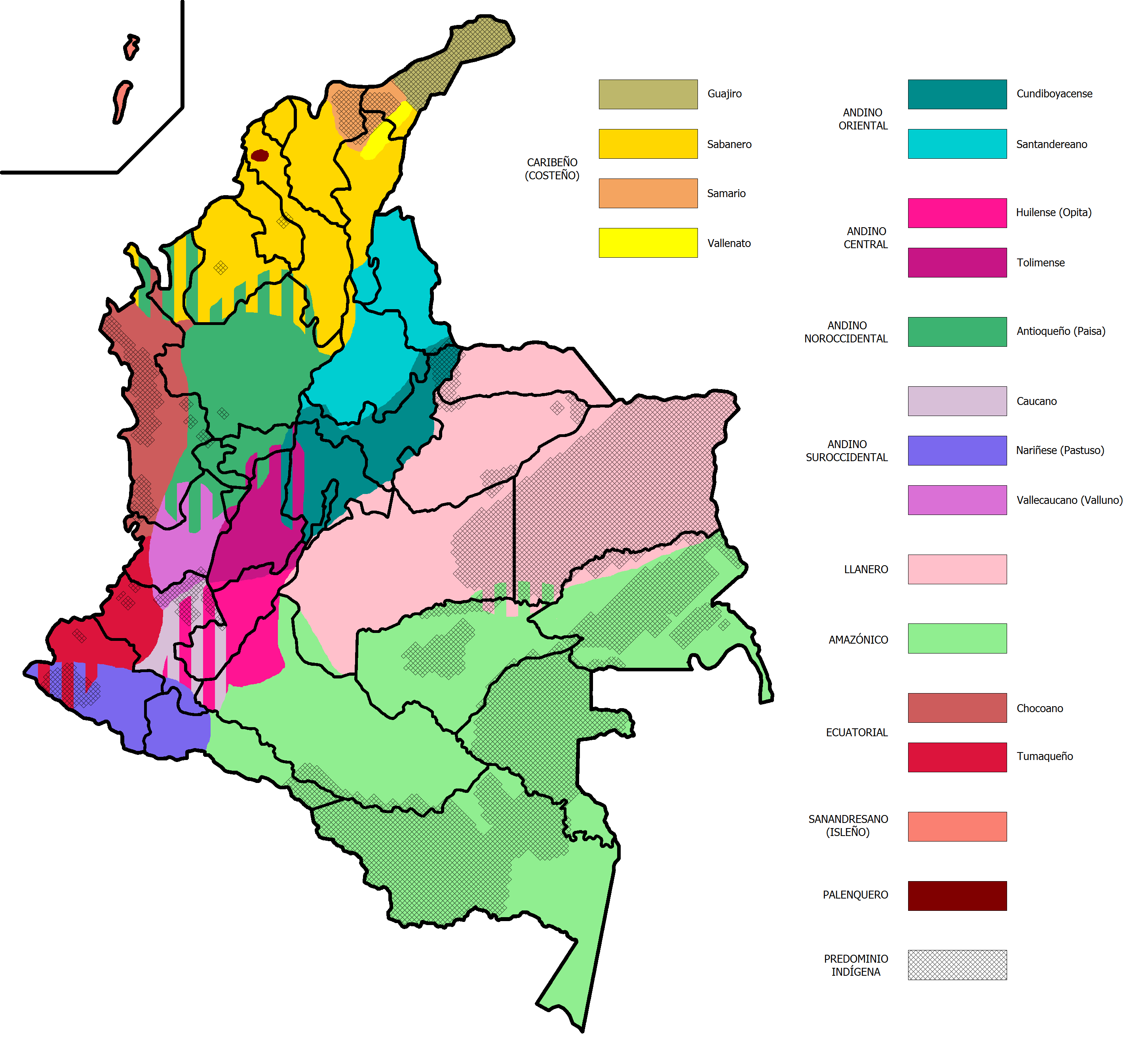
Основные диалекты испанского языка в Колумбии

Испанский язык в Колумбии (исп. Idioma español en Colombia) является официальным языком страны согласно её Конституции. Испанский язык начал распространяться на территории современной Колумбии с XVI века, вместе с несколькими волнами испанских колонистов, которые смешались с автохтонными племенами индейцев (языки которых частично сохранились), а также неграми-рабами из Африки, дав начало креольской речи паленкеро. Учитывая своеобразную географию и историю Колумбии и её расчленённый рельеф, можно утверждать что испанский язык в этой стране характеризуется заметным диалектным разнообразием. Испанский язык в стране не имеет ярко выраженной доминирующей национальной нормы (как в Мексике, Испании или Аргентине). Даже речь столицы страны подвержена изменениям в связи с массовыми межрегиональными миграциями населения в XX веке. Всего в стране выделяется не менее 10 крупных диалектов с большим количеством местечковых говоров, на которых говорят свыше 47 миллионов человек в самой Колумбии, а также свыше 1 миллиона человек за её пределами, в среде колумбийской диаспоры.

## Характеристика
В целом испанский язык на всей территории страны обнаруживает ряд типично американских черт (сесео вместо фефео, предорсализация /s/, замена местоимения 2 л. мн. числа vosotros на ustedes), но йеизм (произнесение буквосочетания ll как /й/ вместо /ль/) встречается лишь в Антиокии и на карибском берегу. Восео сохраняется по диалектам, но постепенно отмирает. К собственно «сельским» колумбизмам относятся употребление местоимения sumercé (< su merced), а также сложная гендерлектная система употребления местоимений tú и Usted.
В артикуляционном плане колумбийские говоры делятся на две основные группы: континентальные и приморские, которым фонетически соответствуют кастильские и андалузские нормы Испании. Учитывая то, что страну пересекают три цепи Анд, сообщение между различными сельскими регионами страны традиционно осложнено, а потому испанская речь регионов характеризуется стойким сохранением региональной фонетики. При этом приток беженцев и мигрантов из сельских регионов в крупные города в XX веке существенно изменил их историческую диалектную ситуацию. Говоры северного побережья страны имеют типично карибскую фонетическую окраску.
При этом на испанский язык островов колумбийского архипелага (Сан-Андрес и прочие), превнесённый туда колумбийскими поселенцами в XX веке субстратное влияние оказывает местный санандресский англо-креольский язык афрокарибской народности раисаль.

## Классификация колумбийских диалектов
К надзоне прибрежных диалектов (костеньо / costeño) относятся:
- Карибско-колумбийский испанский и колумбийский островной диалект (колумбийский исленьо / isleño)
- Испанский тихоокеанского побережья Колумбии (чокоано / chocoano)